# Ashley Lilley
Ashley-Anne Lilley, škotska filmska igralka, * 29. januar 1986, Rothesay, Škotska, Združeno kraljestvo.

## Življenje in kariera
Lilleyjeva se je rodila 29. januarja 1986 v Rothesayju na Škotskem. Pri dvanajstih letih je dobila prvo mesto na National Youth Music Theatre. Pri petnajstih se je vpisala na Italia Conti Academy of Theatre Arts v Londonu, kjer je diplomirala leta 2004.
Ashley je pozornost javnosti pritegnila šele pred kratkim, ko je kot Ali nastopila v muzikalu Mamma Mia!. Tam je zapela veliko pesmi priljubljene švedske glasbene skupine ABBA.

### Privatno življenje
Ashley Lilley je visoka 1,79 metrov, družina in prijatelji pa jo kličejo Ash. Bila je sošolka Greenocka Mortona in Dereka Hougha.